# La redada (película de 1991)
La redada es una película argentina de comedia dramática de 1991 dirigida por Rolando Pardo sobre su propio guion escrito en colaboración con Leopoldo "Teuco" Castilla, según el cuento de Castilla. Es protagonizada por Ulises Dumont, Gianni Lunadei, Litto Nebbia y Gabriel Rovito. Filmada en Eastmancolor y producida entre 1987 y 1991, se estrenó el 29 de agosto de 1991.
Está basada en un hecho real ocurrido en San Miguel de Tucumán, bajo la gobernación de Bussi durante la última dictadura cívico-militar (1976-1983).

## Sinopsis
Ante la inminente llegada del Presidente de la Nación, el gobernador de una provincia diseña un plan para que se eliminen de las calles a todos los vagabundos y borrachos.

## Reparto
- Ulises Dumont …Gobernador
- Gianni Lunadei …Jefe de policía
- Litto Nebbia …Ángel anunciador
- Gabriel Rovito …Tigre
- Cuchi Leguizamón …Picaflor
- Daniel Isa …Escultor 1
- Rolando Pardo …Chileno
- Jorge Hacker …Lucifer
- Miro Barraza …Clemente
- Javier Velázquez …Kirikikí
- Clotilde Vitez …Francisca
- René Rodríguez …No hay de qué
- Baby Acosta
- Edgar González …Viborero
- Delia Vargas …Muda
- Raquel Herrero …Pata i'catre
- Hicho Vaca …Machaquito
- Juan Morata …Papona
- Antonio Yutronich …Mendigo 1
- Juan Ramón Vera …Mendigo 2
- Horacio Guerra …Mendigo 3
- Antonio Pérez …Mendigo 4
- Víctor Jorge Ruiz …Huguito
- Marta Delgado
- Rodolfo Fenoglio... Tarrocefálico
- Daniel Rivera …Poeta
- Pablo Rovito …Escultor 2
- Andrés Gauna
- Juan Paredes Gómez
- Carlos Calvero
- Moro Leguizamón
- Oscar Echazú
- Berta Cusse
- Martín Andrade …Voz del Chileno
- Alberto Busaid …Carcajada de Dios

## Comentarios
Graciela Fernández Meijide en Página 12 dijo:

«La cámara dirigida por Rogelio Pardo recorrió uno por uno gestos, palabras de los personajes…se internó en los vericuetos de la ciudad…La redada es dura, irónica. Hermosa. Recorte de la memoria sin golpes bajos, arranca suspios profundos que se plasman en el ¿ Será posible ? tornado cotidiano para los argentinos. Desgraciadamente.»

El Cronista Video opinó:

«La anécdota más allá de los aditamentos y adaptaciones que la imaginación pudo haber agregado, relata con un lenguaje tragicómico, apelando al grotesco y por momentos a la manera de un gran romance popular, la historia de mendigos…que personifican la miseria y la marginación.»

Manrupe y Portela escriben:

«Pardo eligió la estética de lo marginal y lo lumpen para su opera, apelando a un tema poco común con el fin de tratar la época del Proceso en 1976. Realizada con dificultades que no se notan, el producto final termina resultando interesante prima.»